# Frei (Lied)
Frei ist eine Pop-Ballade von Xavier Naidoo aus seinem sechsten Studioalbum Nicht von dieser Welt 2. Das Lied wurde am 26. Februar 2016 unter den Labeln 3P und Naidoo Records als erste Single aus Nicht von dieser Welt 2 veröffentlicht. Geschrieben und produziert wurde das Lied von Moses Pelham und Martin Haas.

## Inhalt
Die Ballade beschreibt ein gelöstes Gefühl der Freiheit. So finde man „was immer ich auch brauche durch deine Gnade ganz bestimmt“. Die Musik steigert sich von einer Akustik-Gitarre zu einem Orchester-Score.

## Hintergrund
Der Titel war die erste Single des Nr.1-Albums Nicht von dieser Welt 2 und war die erneute Zusammenarbeit mit Moses Pelham. Naidoo sang den Song mit akustischer Begleitung auf der Echoverleihung 2016.
Frei erschien als Einzeldownload sowie als 2-Track-Single auf CD und Download. Die 2-Track-Single beinhaltet B-Seite Kopf, welche einen kurzen Rap-Part von Pelham enthält.

## Musikvideo
Das Musikvideo zu dem Lied wurde am 27. Februar 2016, einem Tag nach Veröffentlichung des Songs, auf YouTube veröffentlicht. Bisher wurde es über 2,4 Millionen Mal angesehen. Es zeigt einzelne Menschen verschiedener Hautfarben, die in verschiedenen Naturräumen erwachen und sich frei bewegen. Ergriffen halten sie schließlich inne.

## Mitwirkende
- Musik: Moses Pelham, Martin Haas
- Text: Pelham
- Gesang: Xavier Naidoo
- Zusätzlicher Gesang: Cassandra Steen
- Gitarren: Ali Neander
- Celli: Raphael Zweifel
- Bässe: Willy Wagner
- Keyboards und Programmings: Haas
- Beats und Samples: Pelham[3]

## Chartplatzierungen
Frei erreichte Position 64 der deutschen Singlecharts und konnte sich lediglich eine Woche in den Charts halten. Für Naidoo ist es der 51. Charterfolg in Deutschland.
| ChartsChartplatzierungen | Höchstplatzierung | Wochen |
| ------------------------ | ----------------- | ------ |
| Deutschland (GfK)        | 64 (1 Wo.)        | 1      |